# Чевтакан (лагуна)
Чевтакан (Сеутакан) — лагуна на побережье Анадырского залива Берингова моря в пределах Иультинского района Чукотского автономного округа России.
Название в переводе с чукотского языка Чивтыкэн — «нижнее».
Лагуна образовалась на гористом побережье с изрезанной береговой линией при затоплении троговых долин и тектонических депрессий во время послеледниковой трансгрессии и отделена впоследствии от моря пересыпью — песчано-галечной косой Китовая. Воды залива опресняются впадающей рекой Чевтакан и многочисленными мелкими ручьями.
Воды озера являются местом нереста горбуши, чавычи, а также кижуча и гольца. Здесь обитает самая жирная нерка Северо-Востока России, ежегодный промысел которой доходит до 10 тонн.
Лагуна Чевтакан и прилегающая территория предполагается включить в состав создаваемого водно-биологического памятника природы «Озеро Сеутакан».